# شمشیر در سنگ
شمشیر در سنگ (به انگلیسی: The Sword in the Stone) یک پویانمایی آمریکایی است که در سال ۱۹۶۳ به تهیه‌کنندگی والت دیزنی ساخته شد. این فیلم هجدهمین انیمیشن متحرک کلاسیک والت دیزنی است که بر اساس کتابی به همین نام، که برای اولین بار در سال ۱۹۳۸ به چاپ رسیده، ساخته شده است. این فیلم ششمین فیلم پرفروش سال ۱۹۶۳ بود.
شمشیر در سنگ یک پویانمایی موزیکال، فانتزی و کمدی است که توسط استودیو سینمایی والت دیزنی منتشر شد. این فیلم بر پایهٔ رمانی به همین نام اثر تی.اچ. وایت ساخته شده که نخستین بار در سال ۱۹۳۸ منتشر شد و در سال ۱۹۵۸ به‌عنوان نخستین جلد از چهارگانهٔ آرتوریاییِ پادشاه پیشین و آینده بازنویسی و بازنشر شد.
کارگردانی فیلم بر عهدهٔ ولفگانگ رایترمن بود و صداپیشگان نسخهٔ اصلی آن عبارت‌اند از: ریکی سورنسن، کارل سونسون، جونیوس متیوز، سباستین کبت، نورمن آلدن و مارتا ونتورت. این آخرین فیلم پویانماییِ تولیدشده توسط شرکت والت دیزنی بود که در زمان حیات والت دیزنی اکران شد.
دیزنی نخستین بار در سال ۱۹۳۹ حقوق سینمایی این رمان را خرید، اما تلاش‌ها برای ساخت آن تا حدود دو دهه بعد به نتیجه نرسید و تولید رسمی فیلم سرانجام آغاز شد. بیل پیت نویسندگی داستان و فیلمنامه را بر عهده داشت و برادران شرمن آهنگ‌های فیلم را نوشتند. این نخستین فیلم پویانمایی دیزنی بود که ترانه‌های آن توسط برادران شرمن ساخته شد. آن‌ها بعدها موسیقی فیلم‌هایی چون مری پاپینز (۱۹۶۴)، کتاب جنگل (۱۹۶۷)، گربه‌های اشرافی (۱۹۷۰) و ماجراهای بسیار وینی پو (۱۹۷۷) را نیز نوشتند.
جرج برانس که پیش از این برای دو فیلم زیبای خفته و صد و یک سگ خالدار موسیقی متن نوشته بود، ساخت موسیقیِ این فیلم را هم بر عهده گرفت. او در ادامه برای فیلم‌های کتاب جنگل، گربه‌های اشرافی و رابین هود نیز موسیقی ساخت.
شمشیر در سنگ نخستین‌بار در ۱۲ دسامبر ۱۹۶۳ در لندن به نمایش درآمد و سپس در ۲۵ دسامبر در ایالات متحده آمریکا اکران شد. این فیلم نقدهای متفاوتی از منتقدان دریافت کرد، اما در گیشه موفق بود و در ایالات متحده و کانادا بیش از ۲۲٫۲ میلیون دلار فروش کرد. این فیلم در سال ۱۹۶۴ نامزد جایزه بهترین موسیقی شد.
صداپیشگان نسخه فارسی شمشیر در سنگ:
- محمود نوربخش به جای مرلین و
- آذر دانشی به جای مادام میم، ایرج ناظریان به جای سراکتور و شهرام شکوفنده به جای وارت، مهین بزرگی به جای ارشمیدس،
- مهدی آژیر به جای سر کی و ناصر خاوری به جای سرپلینور
- مدیر دوبلاژ: ژاله علو راوی:؟

## خلاصه داستان
در قرون وسطا، انگلستان پادشاهی ندارد و تا زمانی که کسی شمشیر فرورفته در سنگ را بیرون نکشد، انگلستان پادشاه نخواهد داشت. «وارث» (سورنسن)، فرزند خوانده «سراکتور» (کابوت) در جستجوی یک تیر گم شده به جنگل می‌رود و به کلبه «مرلین جادوگر» (سوئنسن) می‌رسد. مرلین تصمیم می‌گیرد تا با تبدیل کردن «وارت» به ماهی، سنجاب و پرنده، درس‌های زندگی را به او یاد دهد.
«وارت» به چنگ «مادام میم جادوگر» (ونت‌وورت) می‌افتد، اما «مرلین» در یک نبرد میان نیروهای جادوئی، او را شکست می‌دهد. «سراکتور» و پسرش، «کی» (آلدن)، «وارت» را با خود به لندن می‌برند تا در عوض، «شمشیر در سنگ» را برایش می‌آورد. هیچ‌کس باور نمی‌کند که او شمشیر را بیرون آورده، اما او جلوی چشم همه این کار را تکرار می‌کند و پادشاه قانونی انگلستان می‌شود.

## مشروح داستان
پس از مرگ پادشاه انگلستان، «اوتر پندراگون»، بدون اینکه وارثی برای تاج‌وتختش باقی بگذارد، شمشیری به‌شکلی جادویی درون سندانی بر فراز سنگی پدیدار می‌شود. بر روی آن نوشته‌ای نقش بسته که هرکس بتواند شمشیر را بیرون بکشد، پادشاه آینده انگلستان خواهد شد. افراد زیادی تلاش می‌کنند اما شکست می‌خورند و با گذر زمان، شمشیر به فراموشی سپرده می‌شود و انگلستان وارد دوران تاریکی می‌شود.
سال‌ها بعد، پسر یتیمی دوازده‌ساله به نام «آرتور» که همه او را «وارت» صدا می‌زنند، به‌طور اتفاقی هنگام شکار برادرخوانده‌اش «سر کی» گوزنی را می‌ترساند. تیر سر کی به درون جنگل پرتاب می‌شود و آرتور برای پیدا کردنش به آن‌جا می‌رود. او در دل جنگل با جادوگری پیر به نام «مرلین» آشنا می‌شود که با جغد سخنگویش «ارشمیدس» زندگی می‌کند. مرلین خودش را معلم خصوصی آرتور معرفی می‌کند و همراه او به قلعه‌ای بازمی‌گردد که توسط «سر اکتور»، پدرخواندهٔ آرتور اداره می‌شود.
در همین زمان، دوست قدیمی سِر اکتور یعنی «سِر پلینور» وارد می‌شود و خبر می‌دهد که برندهٔ مسابقات سال نو در لندن، به عنوان پادشاه تاج‌گذاری خواهد کرد. سر اکتور تصمیم می‌گیرد سر کی را به این مسابقات بفرستد و آرتور را به عنوان دستیار او برمی‌گزیند.
مرلین برای آموزش آرتور، آن دو را به ماهی تبدیل می‌کند و به درون خندق آبی قلعه می‌فرستد تا دربارهٔ قوانین فیزیک بیاموزند، اما ماهی خشمگینی به آن‌ها حمله می‌کند. پس از نجات، آرتور تلاش می‌کند ماجرا را برای سر اکتور و سر کی تعریف کند، اما کسی حرفش را باور نمی‌کند و به آشپزخانه تبعید می‌شود. مرلین با جادو ظرف‌ها را وادار به شستن خود می‌کند و آرتور را برای درس بعدی بیرون می‌برد.
در درس دوم، مرلین و آرتور به سنجاب تبدیل می‌شوند تا دربارهٔ جاذبه یاد بگیرند. آرتور نزدیک است توسط گرگی بلعیده شود، اما سنجاب ماده‌ای که عاشقش شده او را نجات می‌دهد. وقتی دوباره به انسان بازمی‌گردند، سر اکتور مرلین را متهم به استفاده از جادوی سیاه می‌کند. آرتور از او دفاع می‌کند، اما در عوض تنبیه می‌شود و سر کی یک دستیار دیگر به نام «هابز» می‌گیرد.
مرلین که احساس گناه می‌کند، تصمیم می‌گیرد آموزش آرتور را به‌طور کامل ادامه دهد، اما حرف‌هایش دربارهٔ تاریخ آینده باعث سردرگمی آرتور می‌شود. پس مرلین، ارشمیدس را به عنوان معلم او انتخاب می‌کند. مرلین آرتور را به گنجشک تبدیل می‌کند و ارشمیدس به او پرواز می‌آموزد. در حین پرواز، آرتور با جادوگر شروری به نام «خانم میم» روبه‌رو می‌شود که دشمن دیرینهٔ مرلین است. مرلین از راه می‌رسد و آرتور را نجات می‌دهد و در ادامه با میم وارد نبردی جادویی می‌شود. با وجود فریبکاری‌های میم، مرلین با تبدیل شدن به میکروبی کوچک او را بیمار می‌کند و بدین‌وسیله نشان می‌دهد که خرد بر زور غلبه دارد.
در شب کریسمس، سر کی مقام شوالیه می‌گیرد و وقتی هابز بیمار می‌شود، آرتور دوباره به عنوان دستیار سر کی انتخاب می‌شود. او خوشحال به دیدن مرلین و ارشمیدس می‌رود تا خبر را بدهد. ارشمیدس به او تبریک می‌گوید، اما مرلین تصور می‌کند آرتور آموزش را رها کرده و از سر عصبانیت، خودش را به سدهٔ بیستم در برمودا می‌فرستد.
در روز مسابقه، آرتور متوجه می‌شود شمشیر سر کی را در مهمانخانه جا گذاشته و آنجا نیز به‌خاطر مسابقات بسته شده. ارشمیدس شمشیر افسانه‌ای را می‌بیند و آرتور بدون زحمت آن را از سنگ بیرون می‌کشد، بی‌آنکه بداند چه کار مهمی کرده است. وقتی او شمشیر را بازمی‌گرداند، سر اکتور آن را می‌شناسد و مسابقه را متوقف می‌کند. او شمشیر را دوباره در جای خود قرار می‌دهد و از آرتور می‌خواهد آن را بیرون بکشد. آرتور دوباره به‌آسانی شمشیر را بیرون می‌آورد و بدین‌سان، پادشاه قانونی انگلستان می‌شود. سر اکتور و سر کی به او احترام می‌گذارند و سر اکتور بابت گذشته از او پوزش می‌خواهد.
مدتی بعد، آرتور جوان تاج‌گذاری کرده اما در تالار پادشاهی با ارشمیدس تنهاست و از مسئولیت سنگین حکومت احساس ناتوانی می‌کند. در همین هنگام مرلین از برمودا بازمی‌گردد و قول می‌دهد به آرتور کمک کند تا همان پادشاه بزرگی شود که در آینده از او یاد خواهد شد و میراثی ماندگار بر جای گذارد.

## تولید

### پیش‌تولید
در اوایل سال ۱۹۳۹، والت دیزنی حقوق اقتباس سینمایی رمان شمشیر در سنگ نوشتهٔ تی.اچ. وایت را خریداری کرد، و این خبر را در فوریه همان سال اعلام کرد. با آغاز جنگ جهانی دوم، استودیو تمرکز خود را بر تولید انیمیشن‌هایی برای دولت فدرال ایالات متحده و نیروهای مسلح ایالات متحده معطوف کرد، از جمله فیلم چهره پیشوا (۱۹۴۳). در ژوئن ۱۹۴۴ و پس از موفقیت بازپخش فیلم سفیدبرفی و هفت کوتوله، دیزنی نویسندگانی را به کار گماشت تا بر روی شمشیر در سنگ و همچنین پروژه‌های سیندرلا و آلیس در سرزمین عجایب کار کنند. این پروژه تا اواخر دههٔ ۱۹۴۰ و اوایل دههٔ ۱۹۵۰ به‌طور پیوسته در فهرست تولید فعال قرار داشت.
در ژوئن ۱۹۶۰، دیزنی در گفت‌وگو با لس آنجلس تایمز اعلام کرد که پس از اکران صد و یک سگ خالدار، دو پروژهٔ پویانمایی در دست تولید دارد: چانتیکلر و شمشیر در سنگ. در همان زمان، روی اولیور دیزنی، برادر بزرگ‌تر والت، تلاش کرد او را متقاعد کند تا بخش پویانمایی بلند را متوقف کند، زیرا به باور او فیلم‌های قبلی به‌اندازه‌ای بودند که با بازپخش می‌توانستند موفق بمانند. اما والت دیزنی مخالفت کرد، هرچند تصمیم گرفت برای تمرکز بر ساخت پارک تفریحی جدید، فقط هر چهار سال یک فیلم بلند پویانمایی تولید شود.
پروژهٔ چانتیکلر توسط کن اندرسون و مارک دیویس توسعه یافت. آن‌ها تصمیم داشتند داستانی با زمینه‌ای امروزی‌تر تولید کنند و با مراجعه به آرشیو دیزنی، به ایدهٔ این داستان طنزآمیز که ریشه در دههٔ ۱۹۴۰ داشت، علاقه‌مند شدند. اندرسون، دیویس، میلت کال و کارگردان ولفگانگ رایترمن ماه‌ها وقت صرف تهیهٔ استوری‌بوردهای دقیق برای این پروژه کردند. اما در یکی از ارائه‌های داخلی پروژه، صدایی از انتهای سالن برخاست که گفت: «نمی‌تونی از یک مرغ احساس خاصی دربیاری!» والت دیزنی هم در نهایت گفت که مشکل اصلی این است که «هیچ‌کس دلش نمی‌خواد یه خروس رو بغل کنه و نوازشش کنه!»
در همین حین، پروژهٔ شمشیر در سنگ تنها توسط بیل پیت، هنرمند باسابقهٔ داستان‌نویسی، توسعه یافت. پس از آنکه دیزنی نمایش برادوی کملوت را در سال ۱۹۶۰ دید، تولید این پروژه را تأیید کرد. اولی جانستون گفته بود: «کال از دست بیل عصبانی شد که چرا بعد اون‌همه زحمت، از چانتیکلر دفاع نکرد. گفت: "من یه خروس رو محشر می‌کشم!" بیل هم گفت: "منم همین‌طور!"» بیل پیت بعدها یادآوری کرد که همکارانش شکست پروژهٔ خودشان را با اکراه پذیرفتند و به او پشت کردند، در حالی که پیت فقط دنبال اجرای ایده‌ای بود که به آن علاقه داشت، نه رقابت با دیگران.
پیت در زندگی‌نامه‌اش نوشت که تصمیم گرفت ابتدا فیلمنامه بنویسد و بعد سراغ استوری‌بورد برود، اما متوجه شد که افسانهٔ آرتوریایی بسیار پیچیده است و برای یافتن یک مسیر روایی روشن، باید آن را از درون لایه‌های اسطوره‌ها و داستان‌های دیگر جدا کند. پس از ارائهٔ نخستین نسخهٔ فیلمنامه، دیزنی از او خواست عمق بیشتری به داستان بدهد. پیت در نسخهٔ دوم، بر بخش‌های نمایشی و دراماتیک تأکید بیشتری کرد، و این نسخه توسط دیزنی که در پالم اسپرینگز، فلوریدا بود، از طریق تماس تلفنی تأیید شد.